# Elert Thiele

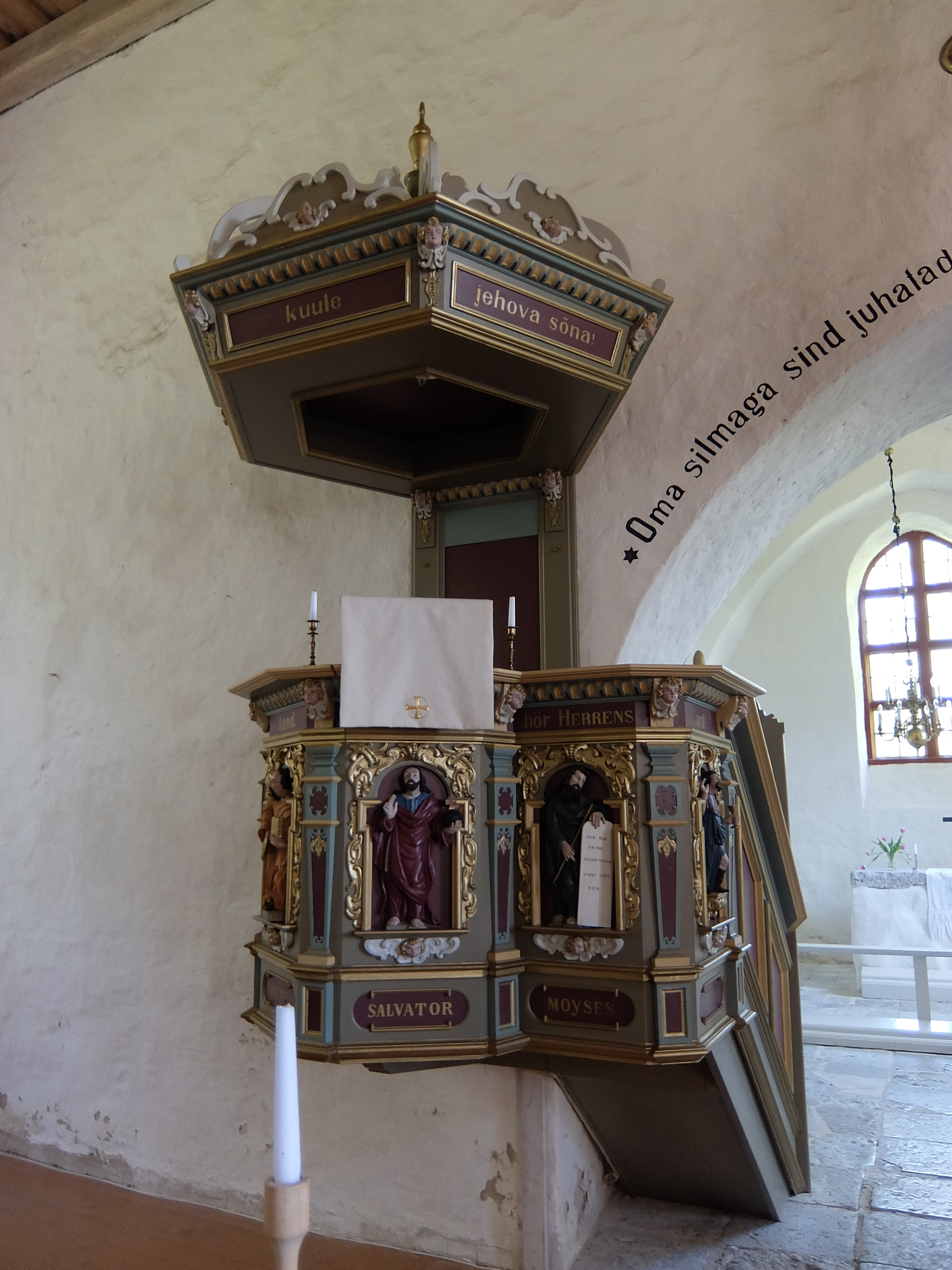
Predikstol i Ormsö kyrka tillverkad av Elert Thiele.

Elert Thiele, född på 1500-talet eller 1600-talet, död 27 februari 1674 i Reval. var en estnisk träskulptör.
Elert var verksam från 1650-talet till 1670-talet och tillverkade bland annat predikstolarna i Ridala kirik, Pärnu-Jaagupi kirik och Ormsö kyrka. Vid den tiden förändrades predikstolens utformning då takfoten inte längre utformades som en mångskulpterad lykta, utan som en akantus på toppen av takfot.